# Berrihane
Berrihane (în arabă برحان) este o comună din provincia El Tarf, Algeria.
Populația comunei este de 9.605 locuitori (2008).